# Orsolobus singularis
Orsolobus singularis är en spindelart som först beskrevs av Hercule Nicolet 1849.  Orsolobus singularis ingår i släktet Orsolobus och familjen Orsolobidae. Inga underarter finns listade i Catalogue of Life.